# Vilma Matulić
Vilma Matulić (rođ. Vodanović, 1982.) hrvatska je fotografkinja, muzejska radnica i restauratorica. Godine 2005. diplomirala je restauratorstvo na Umjetničkoj akademiji u Splitu.[nedostaje izvor] Od 2008. je radnik Muzeja Starog Grada i od 1. veljače 2024. postala je njegovom direktorkom.

## Rad

### Izložbe
- Gradovi ispod grada / Towns Under the Town, Galerija svijetog Hieronima, Stari Grad, 15. – 30. lipnja 2022. Izložba arheološkog istraživanja terena ispod ulica Srinjo Kolo i njegove okoline oko trga Svijetog Stjepana. Istraživanje je izvrešno prije rekonstrukcije vodovodnih cijevi na navodenom lokalitetu. Tijekom istraživanja su otkrite rimske mozaike iz 2. i 3. vijeka n. e.[2]

- Nihil Occultum: Nothing is Hidden, izložba fotografija iz vile Petara Hektorovića u Tvrdalju, koja koristi tehnike camere obscure zahvaljujući  prozorima. Fotografije su bile iskorišćene kao ilustracije knjige Nihil Occultum: Camera Obscura and Riddles at Hektorović's Tvrdalj Castle britanske lingvističke Wendy Gibbons.[3][4]

### Publikacije
- Gibbons, Wendy; Matulić, Vilma. 2023. Nihil Occultum: Camera Obscura and Riddles at Hektorović's Tvrdalj Castle (engleski). Muzej Starogo Grada. Stari Grad. ISBN 978-953-8259-09-8 CS1 održavanje: nepreporučeni parametar - origyear (pomoć)

Njene fotografije takođe ilustriraju novo izdanje engleskog prevoda klasičkog rada hrvatske renesanse od Petara Hektorovića Ribanje i ribarsko prigovaranje iz 1556. 

## Galerija
- Motiv iz Starogradskog polja, svjetske baštine UNESCO-a
- Stari Grad, ulice Srinjo kola, rimski mozaici iz 2. stoljeća; iz izložbe Gradovi ispod grada / Towns Under the Town, 2022
- Motiv s trga ispred crkve svetog Stjepana
- Fotografije iz ciklusa Nihil Occultum / Nothing is Hidden, 2023